# Giuseppe Pisanu

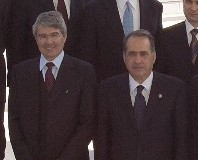
Roberto Castelli (z lewej) i Giuseppe Pisanu, 2004

Giuseppe (Beppe) Pisanu (ur. 2 stycznia 1937 w Ittiri) – włoski polityk, minister w latach 2001–2006, przez blisko 40 lat parlamentarzysta (1972–1992 i 1994–2013).

## Życiorys
Jako polityk przez wiele lat działał w Chrześcijańskiej Demokracji. Od 1972 do 1992 z listy tego ugrupowania zasiadał w parlamencie, sprawując mandat posła do Izby Deputowanych VI, VII, VIII, IX i X kadencji. W latach 80. w kolejnych rządach pełnił funkcję podsekretarza stanu w resortach rolnictwa, skarbu i obrony.
Po upadku chadecji przystąpił do Forza Italia. Z ramienia tego ugrupowania od 1994 do 2006 ponownie zasiadał w Izbie Deputowanych (XII, XIII i XIV kadencji). W drugim rządzie Silvia Berlusconiego w 2001 objął stanowisko ministra ds. aktywizacji programu rządowego. Jednak już w 2002 powołano go na urząd ministra spraw wewnętrznych, który sprawował do 2006.
Od 2006 do 2013 pełnił funkcję w senatora XV i XVI kadencji (w 2008 wybrany z listy federacyjnego Ludu Wolności). Objął kierownictwo parlamentarnej komisji antymafijnej. W 2012 dołączył do projektu Z Montim dla Włoch, zrezygnował z ubiegania się o parlamentarną reelekcję.